# Fundação de Amparo à Pesquisa do Estado de Mato Grosso
A Fundação de Amparo à Pesquisa do Estado de Mato Grosso (FAPEMAT) é uma instituição pública de fomento à pesquisa acadêmica ligada ao governo estadual de Mato Grosso.

## Legislação
A Constituição brasileira de 1988 determina aos estados brasileiros a responsabilidade no desenvolvimento de política científica, como parte do processo de descentralização da política nacional de ciência e tecnologia. Nesse contexto, e com inspiração na Fundação de Amparo à Pesquisa do Estado de São Paulo, cria-se a Fundação de Amparo à Pesquisa do Estado de Mato Grosso.
A Constituição do Estado de Mato Grosso, instituída em 1989, e modificada pela Emenda Constitucional 23/2003, estabelece financiamento mínimo de 2% da receita proveniente de impostos, deduzidas as transferências aos municípios, para a FAPEMAT e ao Fundo Estadual de Educação Profissional – FEEP, sendo no mínimo 0,5% da receita para cada entidade.
Um ano após a Constituição Estadual, a Lei Nº 5.696, de 13 de dezembro de 1990 autorizou a instituição da fundação. Essa lei foi revogada quatro anos depois, com a sanção da Lei Nº 6.612, de 21 de dezembro de 1994. Esta é a lei citada como responsável pela criação da fundação, e também estabelece seus fins e estrutura organizacional. A lei anterior previa destinação de verba para a Fundação de Pesquisas Cândido Rondon, enquanto a lei mais recente não cita esta fundação. Após a autorização em 1994, a fundação só foi ser instalada em 1997, com o primeiro repasse de recursos financeiros para suas instalações.

## Organização
Seu estatuto aprovado em 2015 estabelece como sua "finalidade o amparo e o desenvolvimento da pesquisa humanística, científica, tecnológica e de inovação no Estado de Mato Grosso". Entre as competências da fundação estão o custeio de pesquisas científicas, tecnológicas e de inovação do estado; custeio de instalação de novas unidades de pesquisa; manutenção de cadastro das unidades de pesquisa do estado; manutenção de cadastro das pesquisas custeadas pela fundação; promoção de estudos sobre a pesquisa em Mato Grosso; promoção de intercâmbio entre pesquisadores nacionais e internacional, com bolsas de estudo ou de pesquisa; formação de pesquisadores nacionais; promoção da publicação do resultado das pesquisas.
O presidente da fundação é nomeado pelo governador do estado. O Conselho Curador é composto pelo presidente da fundação, pelo Secretário de Estado de Ciência e Tecnologia, pelo Secretário de Estado de Planejamento e Coordenação Geral, por quatro representantes da Administração Pública Estadual escolhidos pelo governador, por quatro membros indicados pelos Conselhos de Pesquisas do estado, e por quatro membros indicados pelas universidades públicas instaladas em Mato Grosso.

## Ações
De acordo com a fundação, realiza ações de amparo a popularização da ciência, de fomento a pesquisa científica e tecnológica, e de formação de recursos humanos para a CT&I (Ciência, Tecnologia e Inovação).
Com o apoio da FAPEMAT, houve expansão da pós-graduação da Universidade Federal de Mato Grosso, que passou de 3 cursos cursos de pós-graduação Stricto Sensu para 17, e aumento de 24 para 160 grupos de pesquisa registrados no CNPq, em 2008.
Em 2022, distribuiu 1226 bolsas, entre elas 354 para a Universidade Federal de Mato Grosso (UFMT), 66 para a Universidade Federal de Rondonópolis (UFR), e 323 para a Universidade do Estado de Mato Grosso (UNEMAT). Dessas, a maior parte (632) foi para iniciação científica, seguida de 236 para iniciação científica júnior. Quanto às áreas do conhecimento, se destacam as bolsas para Ciências Agrárias (27%), Pesquisa e Inovação na Escola (24%) e Ciências Exatas e da Terra (12%).
Entre os seus fomentos, o Edital Meninas e Mulheres nas Exatas, Engenharias e Computação é destinado a promoção das mulheres na ciência, focado em alunas de graduação e do ensino médio ou fundamental anos finais.